# Semigrupo nulo
Em matemática, um semigrupo nulo (também chamado de um semigrupo zero) é um semigrupo com um elemento absorvente, chamado zero, em que o produto de quaisquer dois elementos é zero. Se todo elemento de a semigrupo é um zero à esquerda então o semigrupo é chamado de semigrupo zero à esquerda; define-se um semigrupo zero à direita de forma análoga.
De acordo com Clifford e Preston, "apesar de sua trivialidade, estes semigrupos surgem naturalmente em uma série de investigações."

## Semigrupo nulo
Seja S um semigrupo cujo elemento zero é 0. Então S é chamado de um semigrupo nulo se para quaisquer x e y em S, tem-se xy = 0.

### Tabela de Cayley para um semigrupo nulo
Let S = { 0, a, b, c } um semigrupo nulo. Então a tabela de Cayley para S é como segue:
| 0 | a | b | c |   |
| - | - | - | - | - |
| 0 | 0 | 0 | 0 | 0 |
| a | 0 | 0 | 0 | 0 |
| b | 0 | 0 | 0 | 0 |
| c | 0 | 0 | 0 | 0 |

## Semigrupo zero à esquerda
Um semigrupo em que cada elemento é um zero à esquerda é chamado de semigrupo zero à esquerda. Assim, um semigrupo S é um semigrupo zero à esquerda se para todo x e y em S, tem-se xy = x.

### Tabela de Cayley para um semigrupo zero à esquerda
Seja S = { a, b, c } um semigrupo zero à esquerda. Então a tabela de Cayley de S é como segue:
| a | b | c |   |
| - | - | - | - |
| a | a | a | a |
| b | b | b | b |
| c | c | c | c |

## Semigrupo zero à direita
Um semigrupo em que cada elemento é um zero à direita é chamado de um semigrupo zero à direita. Assim, um semigrupo S é um semigrupo zero à direita se para todo x e y em S, tem-se xy = y.

### Tabela de Cayley para um semigrupo zero à direita
Let S = { a, b, c } um semigrupo zero à direita. Então a tabela de Cayley de S é como segue:
| a | b | c |   |
| - | - | - | - |
| a | a | b | c |
| b | a | b | c |
| c | a | b | c |